# Anthermus granosus
Anthermus granosus är en insektsart som beskrevs av Carl Stål 1878. Anthermus granosus ingår i släktet Anthermus och familjen gräshoppor. Inga underarter finns listade i Catalogue of Life.